# Freedy Johnston
Freedy Johnston (nacido Frederic John Fatzer en 1961) es un cantautor estadounidense originario de Kinsley, Kansas.
Las canciones de Johnston a menudo tratan sobre personas solitarias y cubren temas como la angustia, la alienación y la decepción. Ha sido descrito como un "cantautor de cantautores".

## Biografía
Freedy Johnston se crio en el pueblo de Kinsley, Kansas. Su interés por la música se vio obstaculizado debido a que no había tiendas de música en su localidad. Cuando tenía dieciséis años, compró su primera guitarra de un catálogo de pedidos por correo, y a los diecisiete hizo que un amigo lo llevara cincuenta kilómetros hasta la tienda de discos más cercana para comprar un álbum de Elvis Costello sobre el que había leído. Cuando se graduó de la escuela preparatoria, asistió a la Universidad de Kansas en Lawrence, donde se sumergió en la escena local de new wave.

## Carrera musical
Johnston se mudó a la ciudad de Nueva York en 1985. Durante años se sostuvo como empleado de oficina en una firma de arquitectura, así como en la industria de restaurantes, antes de dedicarse a la música profesionalmente. Decidió cambiar su nombre a Freedy Johnston, ya que "Freedy" era un apodo que le había dado su madre, y Johnston era el apellido de soltera de su madre. Después de unos años en Nueva York, firmó con el sello independiente Bar/None Records, que debutó dos de sus canciones en una compilación llamada Time for a Change (1989). Bar/None lanzó su primer álbum , The Trouble Tree en 1990, que recibió críticas generalmente favorables, pero no tuvo éxito comercial.
Tiempo después, vendió algunas de tierras de su familia para financiar su segundo álbum, Can You Fly (un evento sobre el que escribió en la primera pista del álbum, "Trying to Tell You I Don't Know"). El álbum, lanzado en 1992, fue seleccionado por The New York Times como uno de los mejores álbumes del año. En 1994 lanzó This Perfect World, distribuido por Elektra Records y producido por Butch Vig de Garbage. El álbum recibió críticas positivas y llevó a Rolling Stone a nombrar a Johnston como "cantautor del año". Otras publicaciones, como The New York Times, Spin y Musician Magazine, también dieron al álbum críticas favorables. Contó con el sencillo "Bad Reputation", que alcanzó el puesto 54 en el Billboard Hot 100 y es una de sus canciones más conocidas. Lanzó sus siguientes tres álbumes con Elektra: Never Home (producido por Danny Kortchmar), Blue Days Black Nights (producido por T-Bone Burnett) y Right Between the Promises.
Las canciones de Johnston han aparecido en las bandas sonoras de Kingpin (1996), Things to Do in Denver When You're Dead (1995), Heavy (1995) y Kicking & Screaming (1995). Más tarde grabó un cover de la canción folclórica "Peg and Awl" para la compilación Song of America de Ed Pettersen y Janet Reno de 2007. A principios de 2008, lanzó su propio álbum de covers, My Favorite Waste of Time, seguido de un álbum de estudio, Rain on the City, en enero de 2010.
A finales de la década de 2000, Johnston comenzó a tocar y escribir canciones con el cantautor Jon Dee Graham. Los dos se prepararon para grabar un álbum cuando vieron a Susan Cowsill presentarse en el festival South by Southwest de 2009 en Austin, Texas. La invitaron a unirse al proyecto, y como trío escribieron y en 2012 grabaron el álbum At Least We Have Each Other, bajo el nombre de The Hobart Brothers y Lil 'Sis Hobart.

## Discografía

### Solista
- The Trouble Tree (1990)
- Can You Fly (1992)
- Unlucky (1993)
- This Perfect World (1994)
- Never Home (1997)
- Blue Days Black Nights (1999)
- Live at 33 1/3 (2000)
- Right Between the Promises (2001)
- The Way I Were: 4-Track Demos, 1986–1992 (2004)
- Live at McCabe's Guitar Shop (2006)
- My Favorite Waste of Time (2007)
- Rain on the City (2010)
- Neon Repairman (2015)

### Contribuyente
- The Jazz Passengers, In Love (High Street/Windham Hill, 1994); voz en "Your Ambivalence"